# Kohima
Kohima es una ciudad de la India, centro administrativo del distrito homónimo, y capital del estado de Nagaland.

## Geografía
Se encuentra a una altitud de 1460 m s. n. m. a 2 302 km de la capital nacional, Nueva Delhi, en la zona horaria UTC +5:30.

## Historia
En la década de 1840, los británicos comenzaron a establecerse en el territorio, pero se encontraron con la oposición de los  Nagas. En 1944, durante la Segunda Guerra Mundial, la Batalla de Kohima enfrentó a los japoneses y los británicos, dando a estos últimos la victoria. En 1963, Kohima fue elegida para convertirse en la capital del nuevo estado de Nagaland. Según el censo indio de 2011, contaba con 267,988 personas.